# Dubkî, Simferopol
Dubkî (în ucraineană Дубки) este un sat în comuna Perove din raionul Simferopol, Republica Autonomă Crimeea, Ucraina.

## Demografie
Componența lingvistică a localității Dubkî
     Rusă (57,59%)
     Tătară crimeeană (37,3%)
     Ucraineană (3,78%)
     Alte limbi (0,28%)
Conform recensământului din 2001, majoritatea populației localității Dubkî era vorbitoare de rusă (57,59%), existând în minoritate și vorbitori de tătară crimeeană (37,3%) și ucraineană (3,78%).